# Daytime Emmy Award för bästa unga kvinnliga roll i en dramaserie
Daytime Emmy Award för bästa unga kvinnliga roll i en dramaserie var en utmärkelse som delades ut mellan 1985 och 2019. Kategorin gällde för kvinnliga skådespelare som var 25 år eller yngre.
Heather Tom blev nominerad åtta gånger för rollen som Victoria Newman i The Young and the Restless och hon vann två gånger. Flest segrar vann Jennifer Finnigan (2002, 2003 och 2004) och Jennifer Landon (2006, 2007, 2008) med tre raka för båda två.

## Vinnare och nominerade

### 1980-talet
| År   | Skådespelare        | TV-serie                   |
| ---- | ------------------- | -------------------------- |
| 1985 | Tracey E. Bregman   | The Young and the Restless |
| 1985 | Kristian Alfonso    | Våra bästa år              |
| 1985 | Melissa Leo         | All My Children            |
| 1985 | Lisa Trusel         | Våra bästa år              |
| 1985 | Tasia Valenza       | All My Children            |
| 1986 | Ellen Wheeler       | Another World              |
| 1986 | Martha Byrne        | As the World Turns         |
| 1986 | Jane Krakowski      | Search for Tomorrow        |
| 1986 | Debbi Morgan        | All My Children            |
| 1986 | Robin Wright        | Santa Barbara              |
| 1987 | Martha Byrne        | As the World Turns         |
| 1987 | Tracey E. Bregman   | The Young and the Restless |
| 1987 | Jane Krakowski      | Search for Tomorrow        |
| 1987 | Krista Tesreau      | Guiding Light              |
| 1987 | Robin Wright        | Santa Barbara              |
| 1988 | Julianne Moore      | As the World Turns         |
| 1988 | Tichina Arnold      | Ryan's Hope                |
| 1988 | Andrea Evans        | One Life to Live           |
| 1988 | Lauren Holly        | All My Children            |
| 1988 | Robin Wright        | Santa Barbara              |
| 1989 | Kimberly McCullough | General Hospital           |
| 1989 | Noelle Beck         | Loving                     |
| 1989 | Martha Byrne        | As the World Turns         |
| 1989 | Anne Heche          | Another World              |

### 1990-talet
| År   | Skådespelare          | TV-serie                   |
| ---- | --------------------- | -------------------------- |
| 1990 | Cady McClain          | All My Children            |
| 1990 | Kimberly McCullough   | General Hospital           |
| 1990 | Charlotte Ross        | Våra bästa år              |
| 1990 | Liz Vassey            | All My Children            |
| 1991 | Anne Heche            | Another World              |
| 1991 | Tricia Cast           | The Young and the Restless |
| 1991 | Kimberly McCullough   | General Hospital           |
| 1991 | Ashley Peldon         | Guiding Light              |
| 1991 | Charlotte Ross        | Våra bästa år              |
| 1992 | Tricia Cast           | The Young and the Restless |
| 1992 | Beth Ehlers           | Guiding Light              |
| 1992 | Alla Korot            | Another World              |
| 1992 | Cady McClain          | All My Children            |
| 1992 | Melissa Reeves        | Våra bästa år              |
| 1993 | Heather Tom           | The Young and the Restless |
| 1993 | Beth Ehlers           | Guiding Light              |
| 1993 | Melissa Hayden        | Guiding Light              |
| 1993 | Sydney Penny          | Santa Barbara              |
| 1993 | Kelly Ripa            | All My Children            |
| 1994 | Melissa Hayden        | Guiding Light              |
| 1994 | Martha Byrne          | As the World Turns         |
| 1994 | Sarah Michelle Gellar | All My Children            |
| 1994 | Melina Kanakaredes    | Guiding Light              |
| 1994 | Heather Tom           | The Young and the Restless |
| 1995 | Sarah Michelle Gellar | All My Children            |
| 1995 | Kimberly McCullough   | General Hospital           |
| 1995 | Rachel Miner          | Guiding Light              |
| 1995 | Heather Tom           | The Young and the Restless |
| 1996 | Kimberly McCullough   | General Hospital           |
| 1996 | Kimberly J. Brown     | Guiding Light              |
| 1996 | Martha Byrne          | As the World Turns         |
| 1996 | Sharon Case           | The Young and the Restless |
| 1996 | Heather Tom           | The Young and the Restless |
| 1997 | Sarah Joy Brown       | General Hospital           |
| 1997 | Sharon Case           | The Young and the Restless |
| 1997 | Christie Clark        | Våra bästa år              |
| 1997 | Kimberly McCullough   | General Hospital           |
| 1997 | Heather Tom           | The Young and the Restless |
| 1998 | Sarah Joy Brown       | General Hospital           |
| 1998 | Christie Clark        | Våra bästa år              |
| 1998 | Camryn Grimes         | The Young and the Restless |
| 1998 | Rhonda Ross Kendrick  | Another World              |
| 1998 | Heather Tom           | The Young and the Restless |
| 1999 | Heather Tom           | The Young and the Restless |
| 1999 | Sarah Joy Brown       | General Hospital           |
| 1999 | Camryn Grimes         | The Young and the Restless |
| 1999 | Rebecca Herbst        | General Hospital           |
| 1999 | Ashley Jones          | The Young and the Restless |
| 1999 | Sherri Saum           | Sunset Beach               |

### 2000-talet
| År   | Skådespelare         | TV-serie                   |
| ---- | -------------------- | -------------------------- |
| 2000 | Camryn Grimes        | The Young and the Restless |
| 2000 | Adrienne Frantz      | Glamour                    |
| 2000 | Ashley Jones         | The Young and the Restless |
| 2000 | Heather Tom          | The Young and the Restless |
| 2000 | Erin Torpey          | One Life to Live           |
| 2001 | Adrienne Frantz      | Glamour                    |
| 2001 | Terri Colombino      | As the World Turns         |
| 2001 | Annie Parisse        | As the World Turns         |
| 2001 | Eden Riegel          | All My Children            |
| 2001 | Kristina Sisco       | As the World Turns         |
| 2002 | Jennifer Finnigan    | Glamour                    |
| 2002 | Jessica Jimenez      | Guiding Light              |
| 2002 | Lindsey McKeon       | Guiding Light              |
| 2002 | Eden Riegel          | All My Children            |
| 2002 | Kristina Sisco       | As the World Turns         |
| 2003 | Jennifer Finnigan    | Glamour                    |
| 2003 | Adrienne Frantz      | Glamour                    |
| 2003 | Lindsey McKeon       | Guiding Light              |
| 2003 | Erin Hershey Presley | Port Charles               |
| 2003 | Alicia Leigh Willis  | General Hospital           |
| 2004 | Jennifer Finnigan    | Glamour                    |
| 2004 | Christel Khalil      | The Young and the Restless |
| 2004 | Eden Riegel          | All My Children            |
| 2004 | Alicia Leigh Willis  | General Hospital           |
| 2004 | Lauren Woodland      | The Young and the Restless |
| 2005 | Eden Riegel          | All My Children            |
| 2005 | Jennifer Ferrin      | As the World Turns         |
| 2005 | Alexa Havins         | All My Children            |
| 2005 | Crystal Hunt         | Guiding Light              |
| 2005 | Adrianne León        | General Hospital           |
| 2006 | Jennifer Landon      | As the World Turns         |
| 2006 | Mandy Bruno          | Guiding Light              |
| 2006 | Camryn Grimes        | The Young and the Restless |
| 2006 | Christel Khalil      | The Young and the Restless |
| 2006 | Leven Rambin         | All My Children            |
| 2007 | Jennifer Landon      | As the World Turns         |
| 2007 | Julie Berman         | General Hospital           |
| 2007 | Alexandra Chando     | As the World Turns         |
| 2007 | Stephanie Gatschet   | Guiding Light              |
| 2007 | Leven Rambin         | All My Children            |
| 2008 | Jennifer Landon      | As the World Turns         |
| 2008 | Vail Bloom           | The Young and the Restless |
| 2008 | Rachel Melvin        | Våra bästa år              |
| 2008 | Emily O'Brien        | The Young and the Restless |
| 2008 | Tammin Sursok        | The Young and the Restless |
| 2009 | Julie Berman         | General Hospital           |
| 2009 | Meredith Hagner      | As the World Turns         |
| 2009 | Rachel Melvin        | Våra bästa år              |
| 2009 | Emily O'Brien        | The Young and the Restless |
| 2009 | Kirsten Storms       | General Hospital           |

### 2010-talet
| År   | Skådespelare             | TV-serie                   |
| ---- | ------------------------ | -------------------------- |
| 2010 | Julie Berman             | General Hospital           |
| 2010 | Molly Burnett            | Våra bästa år              |
| 2010 | Shelley Hennig           | Våra bästa år              |
| 2010 | Christel Khalil          | The Young and the Restless |
| 2010 | Marnie Schulenburg       | As the World Turns         |
| 2011 | Brittany Allen           | All My Children            |
| 2011 | Lexi Ainsworth           | General Hospital           |
| 2011 | Emily O'Brien            | The Young and the Restless |
| 2012 | Christel Khalil          | The Young and the Restless |
| 2012 | Molly Burnett            | Våra bästa år              |
| 2012 | Shelley Hennig           | Våra bästa år              |
| 2012 | Jacqueline MacInnes Wood | Glamour                    |
| 2013 | Kristen Alderson         | General Hospital           |
| 2013 | Hunter King              | Glamour                    |
| 2013 | Lindsey Morgan           | General Hospital           |
| 2013 | Jacqueline MacInnes Wood | Glamour                    |
| 2014 | Hunter King              | The Young and the Restless |
| 2014 | Kristen Alderson         | General Hospital           |
| 2014 | Linsey Godfrey           | Glamour                    |
| 2014 | Kimberly Matula          | Glamour                    |
| 2014 | Kelley Missal            | One Life to Live           |
| 2015 | Hunter King              | The Young and the Restless |
| 2015 | Kristen Alderson         | General Hospital           |
| 2015 | Camila Banus             | Våra bästa år              |
| 2015 | Haley Pullos             | General Hospital           |
| 2016 | True O'Brien             | Våra bästa år              |
| 2016 | Reign Edwards            | Glamour                    |
| 2016 | Hunter King              | The Young and the Restless |
| 2016 | Ashlyn Pearce            | Glamour                    |
| 2016 | Brooklyn Rae Silzer      | General Hospital           |
| 2017 | Lexi Ainsworth           | General Hospital           |
| 2017 | Reign Edwards            | Glamour                    |
| 2017 | Hunter King              | The Young and the Restless |
| 2017 | Chloe Lanier             | General Hospital           |
| 2017 | Alyvia Alyn Lind         | The Young and the Restless |
| 2018 | Chloe Lanier             | General Hospital           |
| 2018 | Reign Edwards            | Glamour                    |
| 2018 | Hayley Erin              | General Hospital           |
| 2018 | Cait Fairbanks           | The Young and the Restless |
| 2018 | Olivia Rose Keegan       | Våra bästa år              |
| 2019 | Hayley Erin              | General Hospital           |
| 2019 | Olivia Rose Keegan       | Våra bästa år              |
| 2019 | Victoria Konefal         | Våra bästa år              |
| 2019 | Chloe Lanier             | General Hospital           |
| 2019 | Eden McCoy               | General Hospital           |